# Конный мир (журнал)
«Конный мир» — специализированное, иллюстрированное аналитическое издание о лошадях, коневодстве, коннозаводстве, конном спорте и ветеринарии.
Главная цель журнала — популяризация лошадей, отечественного коннозаводства, конного спорта и защита вымирающего генетического фонда старейших пород лошадей в России. Журнал постоянно публикует на своих страницах мероприятия, комментарии, итоги работы Федерации конного спорта России.

## История
Журнал издается с 2000 года. До 2002 года принадлежал ЗАО «Издательский дом «Друг», а с 2002 — ООО «Королевский издательский дом». Журнал зарегистрирован в Министерстве Российской Федерации по делам печати, телерадиовещания и средств массовых коммуникаций. Свидетельство о регистрации ПИ №77-12954 от 10 июня 2002 года. Наталья Костикова — является главным редактором с 2000 года.

## Концепция
По уровню подачи информации и разнообразию, журнал рассчитан как на профессионалов, так и на широкий круг коневладельцев и любителей лошадей.

На страницах журнала постоянно публикуются аналитические материалы о коневодстве и конном спорте.

В разное время в журнале публиковались эксклюзивные интервью по различным вопросам и событиям с чемпионами мира и призёрами Олимпиад в конном спорте, официальным лицам Международной федерации конного спорта (FEI), Федерации конного спорта России, а также и лучшими российскими спортсменами.
Журнал «Конный мир» постоянно публикует материалы о старейших породах России, поднимаются вопросы об угрозах их исчезновения и возможностям сохранения.

Журнал стал первым в России освещать идеи естественных отношений между лошадью и всадником, разместив в первом номере 2002 года интервью с Александром Невзоровым а также и печатать статьи известных основателей этого направления. Кроме того, редакция журнала не раз издавала профессиональные буклеты к Призу Президента и каждый год подробно освещает это событие.
В каждом номере журнала публикуются статьи по современной диагностике, профилактике и лечении заболеваний лошадей. Рубрику с 2007 года ведет международный специалист по болезням лошадей, профессор Ковач, Миломир.
Новейшие технологии и классическую школу ковалей в практической рубрике журнала представляет официально признанный эксперт Германии, профессор Буркхард Рау.
Журнал выходит на двух носителях — электронном и бумажном. Бумажная версия печатается в Москве и распространяется как в столице и в регионах России, так и в ближнем зарубежье. Электронная версия журнала публикуется в Интернете на сайте журнала.

## Основные рубрики
- «Галопом по Европам»
- «События»
- «Иппография»
  - «Порода»
  - «Конный двор»
  - «Научный подход»
  - «Селекция»
- «Следы былого»
- «Класс Элита»
- «Практика»
  - «Здоровье лошади»

## Книжная серия
С 2004 года журнал «Конный мир» (ООО «КИД») постоянно выпускает спецпроекты и буклеты по конной тематике:
- Скачки на приз Президента Российской Федерации
- Федерация конного спорта России
- Краткий курс коневедения[22]
- Колики лошади[23]
- Ортопедические заболевания лошадей[24]
- Времена года в жизни лошади[25]